# Apple TV+
Apple TV+（アップル ティーヴィープラス）は、Appleが所有・運営するアメリカの定額制ビデオ・オン・デマンド・サービス。2019年11月1日に開始され、Apple Originalと呼ばれるオリジナル制作の映画やテレビシリーズを提供している。2019年3月25日にSteve Jobs Theaterで開催されたApple Special Eventで発表され、オプラ・ウィンフリー、スティーヴン・スピルバーグ、ジェニファー・アニストンといったセレブリティがステージに登場した。
Apple TVアプリやAppleのWebサイトを通じて利用できる。Apple TVアプリは、多くのApple製デバイスやWindows PC、一部のスマートテレビやゲーム機を含む主要な競合ストリーミングデバイスで徐々に利用できるようになっている。また、Apple TV+と同時に定額の月額料金で映像コンテンツを提供するビデオアグリゲーションサービスであるApple TV Channelsが発表された。このサービスはApple TV+と共に映像コンテンツを広く配信し、サービスの収益を増やすための活動の一環とされている。

## 歴史

### 発端
Appleは長年、テレビのストリーミングサービスを開始することに関心を持っているとの噂が立っており、同社はこれまで様々なテレビ企業とコンテンツ配信に関する交渉を行っていた。しかし、Apple側が出した要望に相手企業側が難色を示したことにより、交渉はいずれも決裂することとなった。ウォール・ストリート・ジャーナルが報じた内容によれば、これら決裂の原因には交渉にあたった同社のソフトウェアおよびサービス担当上級副社長のエディ・キュー（Eddy Cue）が相手企業の幹部たちに傲慢な印象を与えてしまったことも含まれるとされている。
2016年10月、CEOのティム・クックはテレビに対して「非常に興味深い」と語っており、同社が独自のコンテンツ制作に取り組み始めたことに加え、「（コンテンツ制作は）創造と所有権両方の観点から私たちにとって素晴らしい機会であり、私たちが注力している分野だ」と述べた。

### 人員の確保
2017年6月、Appleはソニー・ピクチャーズ テレビジョンの共同社長であるジェイミー・エリックとザック・ヴァン・アンバーグを引き抜き、番組制作全般を監督する役職に就任させた。同年8月には、マット・チャーニスが国内クリエイティブ開発部門の責任者として採用された。この年の後半、AppleはApple TV+の幹部チームを補充し続け、キム・ローゼンフェルドが現行番組および台本なしの番組部門の責任者として、ジェイ・ハントがヨーロッパ方面のクリエイティブディレクターとして、モーガン・ワンデルが国際クリエイティブ開発部門の責任者として、タラ・ソレンセンが子供番組部門の責任者として、マックス・アロンソン、アリ・ウードゥフル、カリーナ・ウォーカー、マイケル・リーが開発およびクリエイティブ部門の幹部として参加した。
2019年を通じて、Appleは台本なしコンテンツチームの構築を続け、同年4月にモリー・トンプソンがドキュメンタリー部門の責任者として採用された。11月にはローゼンフェルドが役職を退き、自身の会社であるハーフ・フル・プロダクションズを通してAppleとコンテンツ制作におけるファーストルック契約を結び、コンテンツ制作に専念することとなった。これによりチェルニスはローゼンフェルドが担当していた現行の台本ありの番組の監督業務を引き継ぐこととなった。

### 開発に関する報道
2018年5月、Appleが独自のコンテンツサービスの姉妹プロジェクトを開始し、Apple製品を持っている人に同社のアプリストアから個別にダウンロードしたアプリを通じて加入させるのではなく、iOSやtvOS上のApple TVアプリを通じて直接サブスクリプションでの動画サービスを開始する見込みであることが報じられた。
同年10月、Appleが今後のオリジナルコンテンツを、すべてのiOSおよびtvOS搭載の製品にプリインストールされているApple TVアプリ内に設置する、まだ開発中の動画サービスを通じて配信すると報じられた。このサービスは、Apple製品を持っている人に無料で提供されるオリジナルコンテンツと、HBOやStarzといったメディア企業のサブスクリプションチャンネルの両方を備え、オンラインのみのサービスに申し込むことができると予想されていた。同月末、Appleが2019年前半にアメリカでこのサービスを展開し、さらにその数ヶ月後には約100カ国に提供を拡大する意図があると報じられた。

### 発表内容
2019年3月25日、Appleは正式名称がApple TV+となったコンテンツサービスを発表するプレスイベントを開催した。このイベントでAppleは、今後配信予定のオリジナルコンテンツのティーザー映像を公開すると共に、一部コンテンツの正式発表を行い、それに参加する俳優やプロデューサーがステージに登場した。発表されたコンテンツには、教育番組『セサミストリート』の製作会社であるセサミワークショップによる初のシリーズ『Helpsters 〜お助けモンスターズ〜』や、オプラ・ウィンフリーによるApple TV+向けの初のプロジェクトとして、職場のセクハラに関するドキュメンタリー『Toxic Labor』(仮題)や、メンタルヘルスに関するドキュメンタリーシリーズなどが発表されている。
同年9月10日には、Apple TV+が11月1日にサービス開始となり、月額4.99ドル（1週間無料体験付き）で最大6人の家族とアカウントを共有できることが発表された。またAppleは、新しいApple TV、Mac、iPhone、iPad、iPod touchといった製品を購入した人にApple TV+を1年間無料で提供すると発表した。また、Apple OneのプランにもApple TV+が含まれている。音楽サブスクリプションサービスApple Musicに割引価格で加入している学生には、当面の間、Apple TV+も追加費用なしで提供される。

### 無料サブスクリプション期間の延長
2019年11月1日の本サービス開始後、AppleはiPhoneを含む自社製品を購入した人に、Apple TV+の無料サブスクリプションを最大1年間提供することを発表した。Appleは当初、2020年11月1日に終了する予定だった無料期間を2021年2月28日まで延長したが、その後2021年1月中旬に同年7月31日まで再延長することを発表している。
2021年6月中旬、Appleは自社ウェブサイトにて、2021年6月30日以降に新規加入するユーザーに対し、無料期間が従来の1年間ではなく3ヶ月間となる旨を伝えている。

### 値上げ
2022年10月24日、Appleはコンテンツの拡充に伴う費用増加などを理由として、本サービスの月額料金を引き上げることを発表した。アメリカではこれまでの月額料金（4.99ドル）と比べて40%増の6.99ドル、日本ではこれまでの月額料金（600円）と比べて50%増の900円にそれぞれ引き上げた。この価格改定は日本時間の同月25日までに実施された。

### 他社サービスとの連携
2024年5月、コムキャストとの間で協業を行い、Xfinityのユーザー向けにApple TV+とPeacock、Netflixのバンドルプランの提供を開始した。
2024年10月、Amazon.comはAmazon Prime Videoの追加チャンネルとして、Apple TV+の提供を開始した。Amazon.comは「世界中の何億人もの加入者にApple TV+を提供できる」と述べており、後にイギリスとカナダ、オーストラリア、オランダなどでも同様の措置を実施している。日本では2025年4月9日から提供を開始した。

## オリジナルシリーズ
Apple TV+のサービス発表の際、Appleは同サービスに参加する脚本家、監督、スターなどの著名人の名前を発表した。また、Appleは自社のオリジナル作品に多額の出資をしており、ドラマ「ザ・モーニングショー」においては、1エピソードあたり1500万ドルの製作費が費やされ、主演のジェニファー・アニストンとリース・ウィザースプーンにそれぞれ1エピソードあたり200万ドルが支払われている。
2019年3月時点で、配信予定の作品のうち5作品が完成し、6作品が撮影中と報じられた。
2019年9月10日、AppleはApple TV+オリジナルのシリーズ番組8作品とオリジナルのドキュメンタリー1作品の配信を開始することを発表した。シリーズのほとんどは初め3話ずつ配信され、以降は毎週新しいエピソードが配信されるが、Appleはすべてのシリーズがこのモデルに従うわけではなく、いくつかのシリーズは全話配信される可能性があると述べている。
発表当初、批評家たちは同サービスが提供する番組数の少なさに対しまちまちの反応を示していたが、コメンテーターはAppleには今後コンテンツ制作会社として成長し高い評価を得る作品を制作する時間があり、特にApple製品の複数購入でサービスが無料で提供される年には、ユーザーが新しいシリーズを視聴し続け、最終的にサブスクリプション料金を払うようになるだろうと予測している。

### 新型コロナウイルス感染拡大による影響
2020年3月13日、Appleは新型コロナウイルス感染症の世界的流行により、当時進行中だった撮影をすべて中断し、シリーズ番組の制作をすべて無期限延期とした。
2020年半ば、Appleが往年のテレビ番組や映画の配信権を大量に取得していることが報じられ、その理由について各ニュースサイトは、感染拡大時にオリジナル作品を制作するための時間稼ぎとして、往年の作品の配信ラインアップへの追加により加入者の興味を引き、サービス利用を習慣づけさせることで、新規オリジナル作品が公開される頃にある程度の視聴者層を確保するためとの見方を示した。
また、感染拡大により映画の劇場公開が相次いで中止となる状況に乗じ、Appleは話題性のある新規コンテンツの獲得に努め、2020年5月にトム・ハンクス主演の映画「グレイハウンド」、次いで7月にはウィル・スミス主演の映画「自由への道」の配信権を獲得した。 また、Appleは「007 ノー・タイム・トゥ・ダイ」の配信権に関して3億5000万ドルから4億ドルで購入を検討したと報じられているが、この金額は製作会社のメトロ・ゴールドウィン・メイヤーが提示していた6億5000万ドルから8億ドルにはほど遠い金額だった。

### 著名人とのパートナーシップ、その他オリジナルコンテンツや番組制作に関する決定事項の年表

#### 2017年
2017年10月、映画プロデューサーのハーヴェイ・ワインスタインに対する性的虐待疑惑の報道を受けて、Appleはワインスタイン・カンパニーとの提携を解消し、予定していたエルヴィス・プレスリーに関する伝記ドラマシリーズの制作を打ち切ることを発表した。

## スポーツ中継
2022年3月8日、メジャーリーグベースボール（MLB）と提携して、同年シーズンから毎週金曜日に行われるMLBの2試合を「Friday Night Baseball」とのタイトルでライブ配信することを発表した。アメリカや日本など、世界8か国が配信対象となる。
2022年6月14日、メジャーリーグサッカー（MLS）と提携して、2023年シーズンから10年間の配信契約を結んだ上で同リーグの全試合をライブ配信することを発表した。